# Risoba repugnans
Risoba repugnans är en fjärilsart som beskrevs av Walker 1856. Risoba repugnans ingår i släktet Risoba och familjen trågspinnare. Inga underarter finns listade.